# Calea ferată Sfântu Gheorghe–Siculeni–Adjud
Calea ferată Sfântu Gheorghe–Siculeni–Adjud este o cale ferată principală în România. Ea pornește de pe cursul superior al râului Olt din estul Transilvaniei, traversează Carpații Orientali, urmează valea râului Trotuș și se încheie în Câmpia Moldovei.

## Istoric

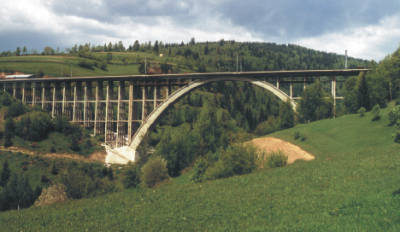
Viaductul Caracău

Începând din 1870, guvernul ungar și cel român au planificat realizarea mai multor linii de cale ferată peste Munții Carpați, care formau la acel moment o graniță lungă între cele două țări. De asemenea, o legătură pe Valea Trotușului și prin Pasul Ghimeș-Palanca era inițial avută în vedere, fără a avea însă un caracter obligatoriu. În anul 1875 antreprenorul englez George B. Crawley a primit concesiunea pentru construirea liniilor Ploiești–Predeal și de la Adjud către Târgu Ocna. El a început lucrările, dar a trebuit să le oprească în 1876, deoarece guvernul român nu reușea să facă față obligațiilor de plată. Calea ferată de la Adjud la Târgu Ocna a fost deschisă în cele din urmă în 1884.
După punerea în funcțiune a căii ferate Brașov–Sfântu Gheorghe–Târgu Secuiesc în anul 1891, Regatul Ungariei – de care aparținea pe atunci Transilvania – a adresat o cerere către guvernul României, din motive strategice, pentru construirea unei linii de cale ferată între Transilvania și Moldova. Autoritățile ungare au sugerat o legătură prin Pasul Oituz-Brețcu. România, pe de altă parte, a venit cu proiectul unui traseu prin Pasul Ghimeș-Palanca, adică de la Târgu Ocna, și a propus realizarea acestuia.
Construirea acestui traseu feroviar prezenta cerințe tehnice de nivel înalt din cauza terenului greu. În special, pe tronsonul între Mihăileni și Păltiniș trebuiau construite mai multe poduri și tuneluri. Creasta principală a Carpaților a fost traversată, la 1.012 m altitudine, prin Tunelul Ciumani (1223 m lungime). Pe partea de vest a fost construit Viaductul Caracău (cu o lungime de 264 m), aflat la 64 m înălțime față de valea străbătută.
Pe partea ungară, tronsonul de la Sfântu Gheorghe la Miercurea Ciuc a fost pus la dispoziția traficului feroviar la 5 aprilie 1897, iar continuarea până la graniță în localitatea Ghimeș la data de 18 octombrie a aceluiași an. Pe teritoriul românesc, lucrările au durat un pic mai mult; tronsonul de la Târgu Ocna la Comănești a fost finalizat la 27 noiembrie 1898, iar ultima porțiune între Comănești și Ghimeș a fost terminată la 6 aprilie 1899.
În Primul Război Mondial Viaductul Caracău a fost parțial avariat de lupte în 1916, grinda sa centrală fiind distrusă. Inginerii armatei austro-ungare au reușit în anul următor să monteze o grindă dreaptă, dar susținută la o treime din deschidere de o palee metalică de peste 40 m înălțime. Această soluție, cu titlu de provizorat, a rămas în exploatare 27 de ani. După război, Transilvania a devenit parte componentă a României, astfel încât întreaga cale ferată a fost preluată și exploatată de compania feroviară română de stat CFR. 

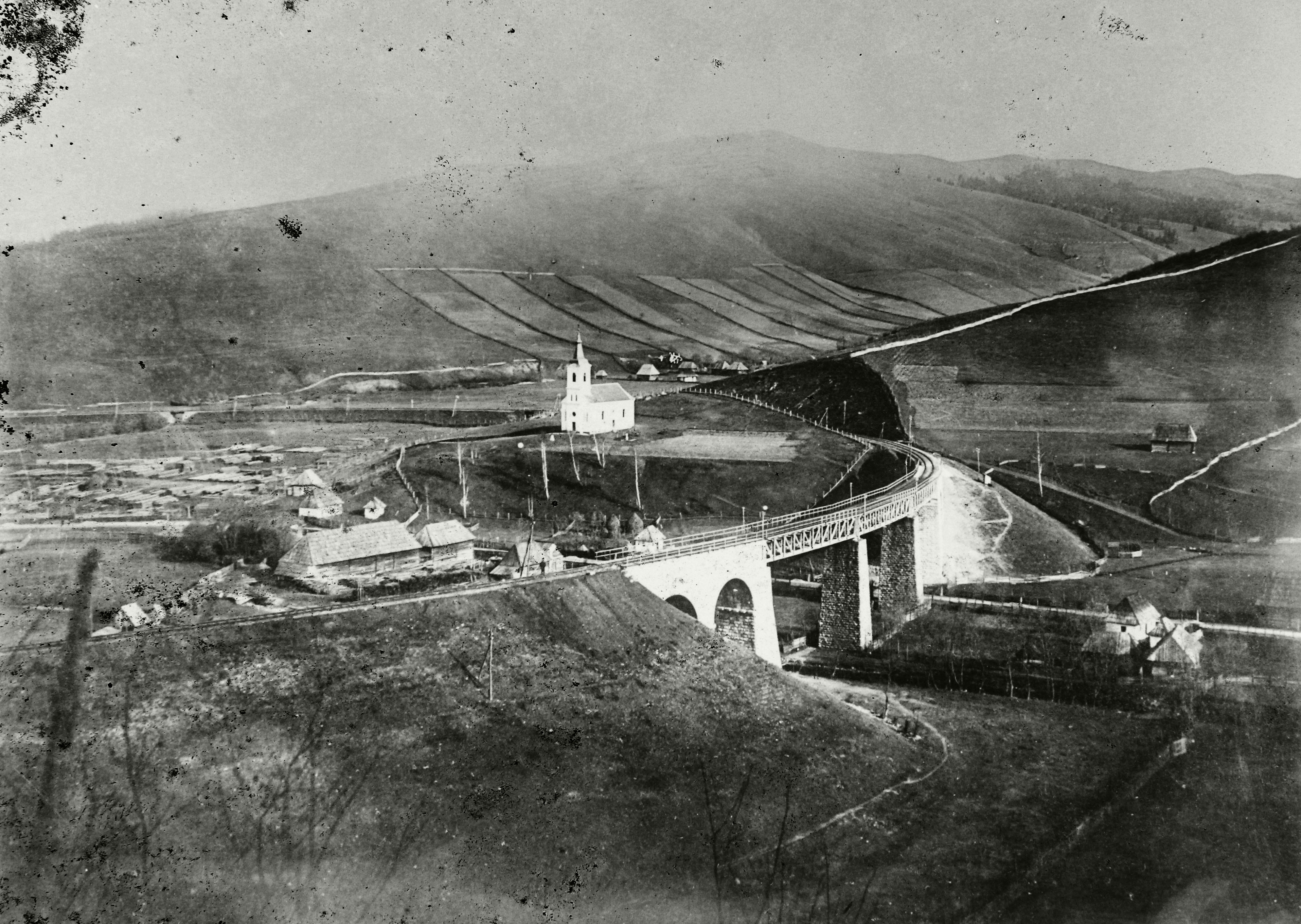
Podul în curbă din Lunca de Sus în anul 1908

În urma Dictatului de la Viena (1940), teritoriul Transilvaniei a fost împărțit între România și Ungaria, iar partea de vest a căii ferate a ajuns din nou pe teritoriul Ungariei. În 1944 calea ferată a redevenit românească. În 1944, trupele germane au distrus din nou provizoriu Viaductul Caracău. Din decembrie 1944 și până în 12 februarie 1945, constructorii români au realizat un viaduct provizoriu, complet din lemn (au fost folosiți 3.600 metri cubi de lemn). În paralel, s-a început construcția unui nou viaduct, care a fost pus în funcțiune la 14 septembrie 1946. Noua construcție a viaductului a fost cel mai mare pod de cale ferată executat din beton armat din România.

## Situație actuală

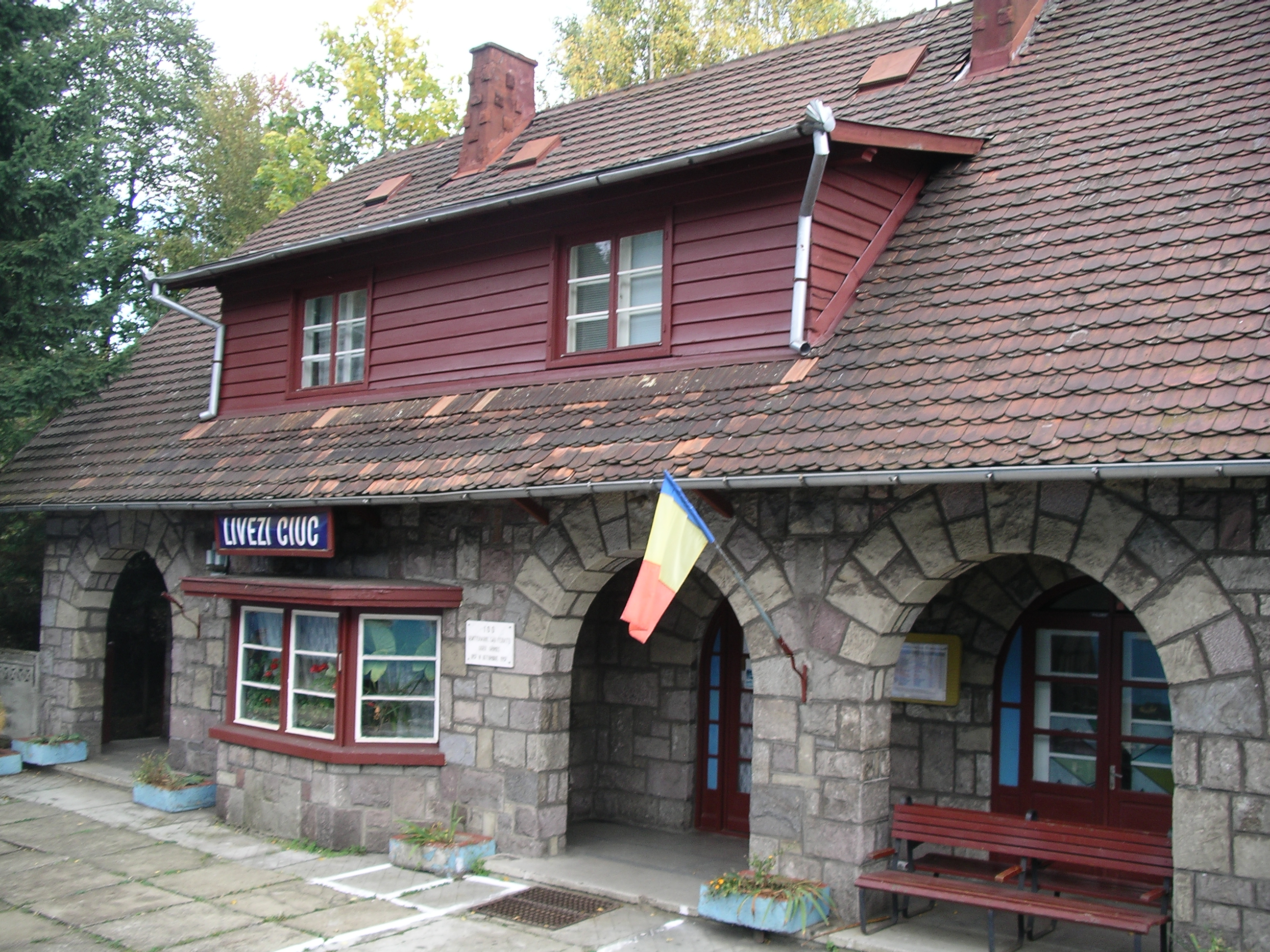
Gara Livezi Ciuc, zidită cu bazalt

Calea ferată Sfântu Gheorghe–Siculeni–Adjud este în întregime electrificată și predominant cu linie simplă: are linie simplă între Sfântu Gheorghe–Siculeni și Onești și linie dublă de la Onești la Adjud. Pe aici trec zilnic mai multe trenuri accelerate, personale și de mărfuri. Tronsonul de la Sfântu Gheorghe la Siculeni este astăzi parte a importantei magistrale feroviare de la Brașov spre Satu Mare.
Pe fondul dezafectării instalațiilor de producție ale Rafinăriei Dărmănești și RAFO Onești, petrolul exploatat în zonă, cu stațiile de pompare aferente Lucăcești, Comănești și Cerdac, este pompat la depozitul rampei de încărcare Moinești. De aici, petrolul este transportat cu vagoane-cisternă pe calea ferată (incluzând M501) către rafinăriile Petrobrazi, Petrotel Lukoil sau altă destinație, în funcție de solicitările clienților. În 2017, ca urmare a preluării concesiunii de exploatare de către Mazarine a mai multor câmpuri petrolifere din regiunea Moldovei, depozitul Cerdac a fost închis iar petrolul este transportat cu cisterne auto la depozitele Ghelința și Comănești.

## Linii de cale ferată întâlnite de-a lungul acesteia
- Magistrala CFR 500 în localitatea Adjud
- Magistrala CFR 400 în localitatea Siculeni.

## Forme de relief străbătute
- Munții Nemira
- Munții Goșmanu
- Munții Tarcăului
- Munții Ciucului
- Munții Harghita
- Podișul Moldovei

Notă - Prescurtări folosite în graficul liniei :
- h. = Haltă fără vânzare de bilete
- Hm. = Haltă de mișcare
- hc. = Haltă deschisă pentru achiziționarea biletelor